# Ferris State University
Die Ferris State University ist eine staatliche Universität in Big Rapids im US-Bundesstaat Michigan. Die Hochschule wurde 1884 gegründet. Derzeit sind hier 12.578 Studenten eingeschrieben. Neben dem Hauptcampus in Big Rapids gibt es einen weiteren Campus in Grand Rapids.

## Fakultäten
- Allied Health Sciences
- Kunst und Design (Kendall College of Art and Design)
- Künste und Wissenschaften
- Optometrie
- Pädagogik und Human Services
- Pharmazie
- Wirtschaftswissenschaften

## Sport
Die Sportteams der Ferris State University sind die Bulldogs. Die Hochschule ist Mitglied in der Great Lakes Intercollegiate Athletic Conference und das Eishockeyteam Mitglied der Central Collegiate Hockey Association.

## Bekannte Angehörige

### Professoren
- Richard Scott Cohen, Professor für Musik

### Absolventen
- Jeff Blashill, Eishockeytrainer
- Dave Karpa, Eishockeyspieler
- Chris Kunitz, Eishockeyspieler
- Karen McDougal, Playboy-Playmate des Jahres 1998
- Greg Rallo, Eishockeyspieler
- Andy Roach, Eishockeyspieler
- George Ryan, Politiker
- Kevin Swider, Eishockeyspieler